# Отжиг (телесериал)
«О́тжиг» (англ. The Get Down) — музыкальный драматический телесериал, действие которого происходит в Южном Бронксе в 1970-х годах. Премьера шоу, созданного Базом Лурманом и Стивеном Эдли Гуиргисом, состоялась 12 августа 2016 года на Netflix. Первая половина сезона состоит из шести эпизодов, а вторая, которая вышла 7 апреля 2017 года, из пяти эпизодов; продолжительность эпизодов 53-93 минут каждый. Продюсерском компанией телесериала является Sony Pictures Television.
24 мая 2017 года стало известно, что Netflix решил не продлевать сериал на второй сезон.

## В ролях
- Джастис Смит — Иезекииль «Зеки» Фигуэро
- Шамик Мур — Шаолинь Фантастик
- Эрисен Ф. Гардиола — Милена Крус
- Джейден Смит — Маркус «Диззи» Киплинг
- Скайлан Брукс — Ра-ра Киплинг
- Тримейн Браун мл. — Бу-бу Киплинг
- Яхья Абдул-Матин II — Кларенс «Кадиллак» Колдуэлл
- Джимми Смитс — Франсиско «Папа Фуэрте» Крус
- Мамуду Ати — Грандмастер Флэш (в 8 эпизодах)

## Производство

### Разработка
Начало производства сериала было объявлено в феврале 2015 года, после того, как Лурман потратил около десяти лет на разработку концепта. Сериал описывался как «мифическая сага о том, как Нью-Йорк на грани банкротства дал жизнь хип-хопу, панку и диско». Действие шоу Sony Pictures Television происходит в многоквартирных домах Бронкса, клубе CBGB, Студии 54 и недавно построенном Всемирном торговом центре. Во время работы производственная команда обращалась к комикс-серии «Родословная хип-хопа» Эда Пискора, выигравшей Премию Айснера. Бюджет первого сезона составил 120 млн долларов (10 млн на каждый эпизод).

### Кастинг
9 апреля 2015 года было объявлено, что Джейден Смит, Шамеик Мур, Скайлан Брукс и Тримейн Браун мл. будут исполнять ведущие мужские роли. 16 апреля того же года стало известно, что Эрисен Ф. Гардиола исполнит ведущую женскую роль.
Легенды рэпа Грэндмастер Флэш, Кёртис Блоу и Nas обучали молодых актёров на съёмках.

## Список эпизодов
| Часть 1 (1977) |    | |                  | |                 |
| 1              | 1  | «Там, где есть руины, есть надежда на сокровища» «Where There Is Ruin, There Is Hope for a Treasure» | Баз Лурман       | Телесценарий Баз Лурман,Стивен Эдли Гуиргис и Сет Цви Розенфельд История Баз Лурман и Стивен Эдли Гуиргис | 12 августа 2016 |
| 2              | 2  | «Ищите тех, кто разжигает ваше пламя» «Seek Those Who Fan Your Flames»                               | Эд Бьянки        | Сэм Бромелл,Шинед Дейли и Жаклин Ривера                                                                   | 12 августа 2016 |
| 3              | 3  | «Тьма - твоя свеча» «Darkness Is Your Candle»                                                        | Эндрю Бернштейн  | Ти Купер, Эллисон Глок-Купер и Стивен Эдли Гуиргис                                                        | 12 августа 2016 |
| 4              | 4  | «Забудьте о безопасности, будьте известны» «Forget Safety, Be Notorious»                             | Эд Бьянки        | Аарон Рахсаан Томас                                                                                       | 12 августа 2016 |
| 5              | 5  | «У тебя есть крылья, научись летать» «You Have Wings, Learn to Fly»                                  | Майкл Диннер     | Сет Цви Розенфельд                                                                                        | 12 августа 2016 |
| 6              | 6  | «Возвышайте слова, а не голос» «Raise Your Words, Not Your Voice»                                    | Эд Бьянки        | Сет Цви Розенфельд и Сэм Бромелл                                                                          | 12 августа 2016 |
| Часть 2 (1978) |    | |                  | |                 |
| 7              | 7  | «Разгадайте свой собственный миф» «Unfold Your Own Myth»                                             | Лоуренс Триллинг | Стивен Эдли Гуиргис                                                                                       | 7 апреля 2017   |
| 8              | 8  | «Бит говорит, что это путь» «The Beat Says, This Is the Way»                                         | Эд Бьянки        | Аарон Рахсаан Томас                                                                                       | 7 апреля 2017   |
| 9              | 9  | «Один за другим, в темноту» «One by One, Into the Dark»                                              | Кларк Джонсон    | Нельсон Джордж                                                                                            | 7 апреля 2017   |
| 10             | 10 | «Играть во все игры» «Gamble Everything»                                                             | Эд Бьянки        | Сет Цви Розенфельд                                                                                        | 7 апреля 2017   |
| 11             | 11 | «Только из изгнания мы можем вернуться домой» «Only from Exile Can We Come Home»                     | Эд Бьянки        | Сэм Бромелл и Жаклин Ривера                                                                               | 7 апреля 2017   |